# Amer (liqueur)
Pour les articles homonymes, voir Amer et Bitter.

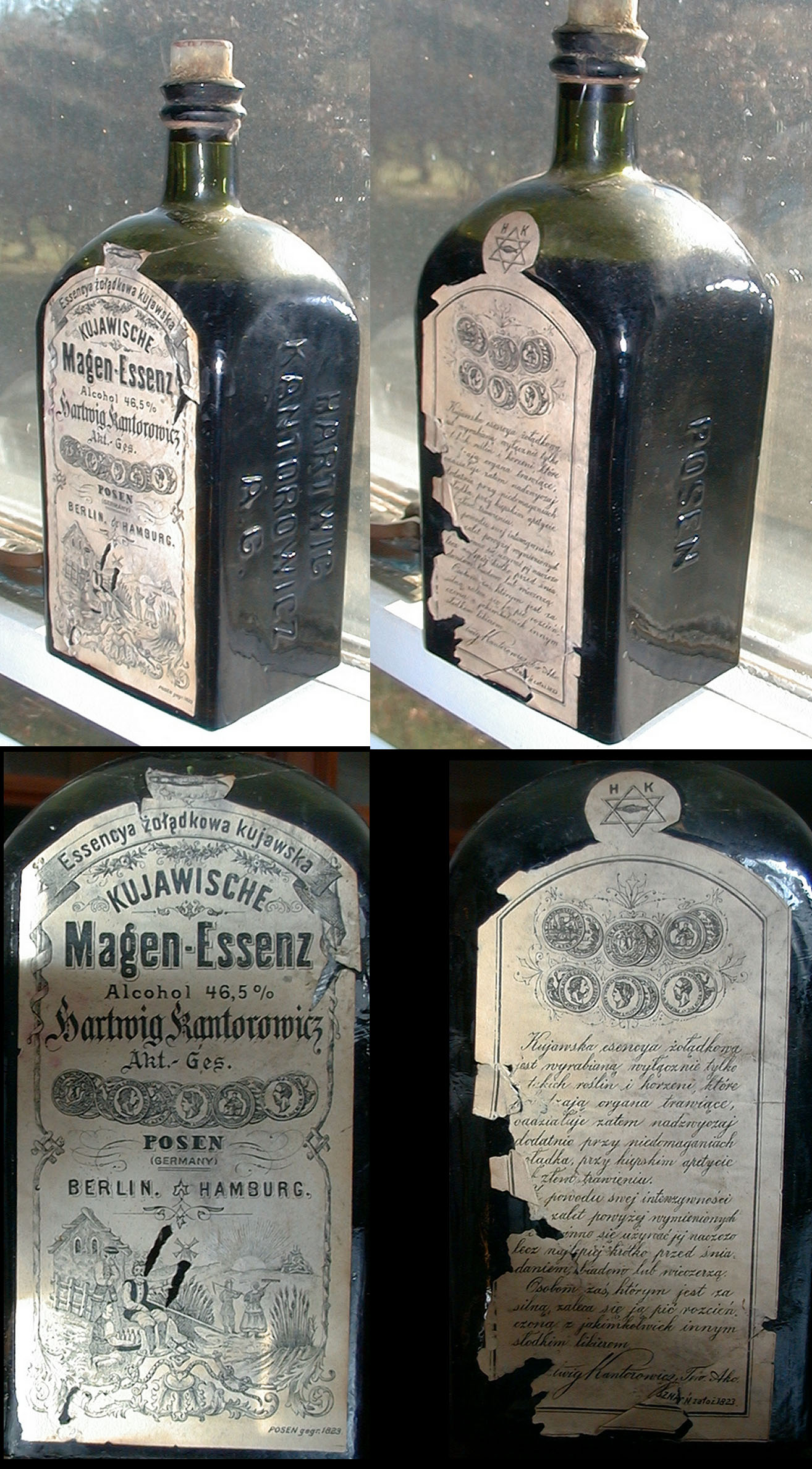
Ancienne bouteille de « Kuyavian Stomach Essence », un amer de Posen en Allemagne (aujourd'hui Poznań en Pologne).

Un amer (appelé aussi liqueur amère, bitter, amaro) est un type de liqueur, apéritive ou digestive, fabriquée à partir de l'infusion ou la macération de plantes amères, la plupart du temps accompagnées d'autres plantes aromatiques (herbes, épices) ou d'agrumes. Certains amers entrent dans la composition de différents cocktails.

## Sélection de plantes
Les plantes utilisées le plus couramment dans l'élaboration d'amer sont la gentiane amère (Gentianella amarella), l'orange amère ou bigaradier (Citrus aurantium) et le quinquina (Cinchona officinalis). Sont également employées : l'angélique, la mélisse, la verveine citronnelle, le genévrier, les anis (anis vert, badiane), le fenouil, le curcuma, le gingembre, la menthe, le thym, la sauge et bien d'autres plantes aromatiques et médicinales.

## Utilisation de l’amer
L’amer est une liqueur alcoolisée qui peut être dégustée seule, ou mélangée avec de la bière. Ajouter de l’amer dans une bière permet d'accentuer son amertume. L’amer peut également être utilisé en cuisine, notamment pour relever les saveurs de plats ou de sauces[réf. nécessaire].

## Liqueur médicinale
(août 2025).
À l'instar des élixirs, on considère que les amers possèdent les vertus médicinales des plantes à partir desquelles ils ont été élaborés.

## Définition commerciale

### Union européenne
Conformément au règlement (UE) 2019/787 du Parlement européen et du Conseil du 17 avril 2019, il existe 44 catégories commerciales de boissons spiritueuses. 

#### Boisson spiritueuse au goût amer ou bitter
Une boisson spiritueuse au goût amer ou bitter est une boisson spiritueuse au goût amer prépondérant, produite par aromatisation de l'alcool éthylique d'origine agricole ou du distillat d'origine agricole ou des deux avec des substances aromatisantes ou des préparations aromatisantes ou les deux. 
Son titre alcoométrique volumique minimal est de 15 %. 
Une boisson spiritueuse au goût amer ou bitter peut également être mise sur le marché sous la dénomination «  amer » ou « bitter », associée ou non à un autre terme.
Les termes « amer » ou « bitter » peuvent être utilisés dans la désignation des liqueurs au goût amer.
Une boisson spiritueuse au goût amer ou bitter peut porter la dénomination de « liqueur » uniquement si sa teneur minimale en produits édulcorants (exprimée en sucre inverti) est de :
- 80 grammes par litre pour les liqueurs aromatisées exclusivement avec de la gentiane, avec une plante similaire ou avec de l'absinthe ;
- 100 grammes par litre dans tous les autres cas.

## Différents amers
Parmi les amers, on trouve notamment :
- Aperol (Italie)
- Abbot's Aged Bitters (Baltimore États-Unis)
- Amaro Averna (Italie)
- Amaro Braulio (Italie)
- Amaro Lucano (Italie)
- Amaro Montenegro (Italie)
- Amaro Ramazzotti (Italie)
- Angostura (Venezuela)
- Avèze (Massif central - France)
- Becherovka (République Tchèque)
- Buff (Luxembourg)
- Bitterol (Italie)
- Campari, Select et Fernet-Branca (Italie)
- China Martini, China Stemmi (Italie, à base de quinquina)
- Cynar (Italie), à base d'artichaut)
- Gammel Dansk, (Danemark)
- Gran Classico (Suisse)
- Jägermeister (Allemagne)
- Jefferson Amaro Importante, (Italie)
- Orange bitters (Angleterre)
- Picon (Est et Nord de la France)
- Rabarbaro Zucca (Italie)
- Salers (Massif central - France)
- Sommer (Alsace - France)
- Suze (France)
- Unicum (Hongrie)
- Vecchio Amaro del Capo (Italie)